# Actaea racemosa
Actaea racemosa (zilverkaars; synoniem: Cimicifuga racemosa) is een bloemplant uit de ranonkelfamilie. Hij is inheems in oostelijk Noord-Amerika, van het uiterste zuiden van Ontario tot het midden van Georgia, en in het westen tot Missouri en Arkansas. Hij groeit in een verscheidenheid aan boshabitats en wordt vaak op kleine open plaatsen in bossen gevonden. De wortels en wortelstokken zijn lang medicinaal gebruikt door de oorspronkelijke bewoners van Amerika.
Tegenwoordig worden zilverkaarsextracten bestudeerd of ze gebruikt kunnen worden voor de behandeling van symptomen geassocieerd met de menopauze.

## Beschrijving
Zilverkaars is een gladde (kale) kruidachtige vaste plant die grote, samengestelde bladeren maakt uit een ondergrondse wortelstok, met een hoogte van 25-60 cm. De onderste bladeren zijn tot 1 m lang en breed, en vormen herhaalde groepen van drie deelblaadjes met een grof getande (gekartelde) rand. De plant bloeit in het late voorjaar en de vroege zomer op een lange steel van 75 tot 250 cm hoog, en vormt pluimen tot 50 cm lang. De bloemen hebben geen kroon- of kelkbladeren en bestaan uit strakke clusters van 55 tot 110 witte, 5 tot 10 mm lange meeldraden rond een witte stam. De bloemen hebben een uitgesproken zoete, stinkende geur die vliegen, muggen en kevers aantrekt. De vrucht is een droge kokervrucht van 5 tot 10 mm lang, met een vruchtblad, waarin zich enkele zaden bevinden.

## Taxonomie
De soort heeft een geschiedenis van taxonomische onzekerheid die teruggaat tot Carl Linnaeus, die, op basis van de morfologische kenmerken van de bloeiwijze en de zaden, de soort in het geslacht Actaea had geplaatst. Deze classificatie werd later herzien door Thomas Nuttall, die de soort in het geslacht Cimicifuga plaatste. De indeling van Nuttall is uitsluitend gebaseerd op de droge kokervruchten van de zilverkaars, die typisch zijn voor soorten in Cimicifuga. Recente morfologische en gen-fylogenetische analyses tonen aan dat zilverkaars nauwer verwant is met soorten van het genus Actaea dan met andere Cimicifuga-soorten. Dit heeft geleid tot het hernoemen tot Actaea racemosa, zoals oorspronkelijk door Linnaeus was voorgesteld.

## Teelt
Actaea racemosa groeit in constant vochtige, tamelijk zware grond. Hij draagt hoge, spits toelopende, trossen witte midzomerbloemen op pezige zwart-paarse stelen, met een licht onaangename, "medicinale" geur. De drogende zaadhoofden blijven vele weken mooi in de tuin. De diep ingesneden bladeren, bordeauxkleurig bij de variant "atropurpurea," maken tuinen interessanter; zomerse hitte en droogte deren de plant niet, waardoor het een populaire vaste tuinplant is. Hij heeft de Award of Garden Merit van de Royal Horticultural Society verkregen.

## Medicinale toepassingen

### Historisch gebruik
Oorspronkelijke Amerikanen gebruikten zilverkaars om gynaecologische en andere aandoeningen, zoals keelpijn, nierproblemen en depressie te behandelen. In 1844 kreeg Actaea racemosa populariteit toen John King, een eclectische arts, hem gebruikte voor de behandeling van reuma en zenuwaandoeningen. Andere eclectische artsen uit het midden van de negentiende eeuw gebruikten zilverkaars voor een verscheidenheid aan ziekten, met inbegrip van endometritis, amenorroe, dysmenorroe, menorragie,  steriliteit, ernstige  na-geboorteweeën en voor de verhoogde productie van moedermelk.

### Hedendaags gebruik
Zilverkaars wordt gebruikt als voedingssupplement voor vrouwen, voor het bestrijden van de symptomen van menopauze. Een recente studie zou de medische claims ondersteunen, echter een Cochrane onderzoek heeft geconcludeerd dat er onvoldoende bewijs is om het gebruik ervan te ondersteunen bij behandeling van ongewenste symptomen van de menopauze. Onderzoeksopzet en dosering van zilverkaarspreparaten spelen een rol in de klinische uitkomst, en recent onderzoek met zuivere verbindingen van stoffen uit de zilverkaars heeft enkele gunstige effecten van deze verbindingen op leeftijdsgerelateerde aandoeningen zoals osteoporose laten zien.

### Bijwerkingen
Cancer Research UK meldt: "Artsen zijn bang dat het gebruik van zilverkaars op lange termijn verdikking van het baarmoederslijmvlies kan veroorzaken. Dit kan leiden tot een verhoogd risico op baarmoederkanker." Ze waarschuwen ook dat mensen met leverproblemen het middel niet zouden moeten nemen, aangezien het de lever kan beschadigen, hoewel een meta-analyse uit 2011 van het onderzoek erop wijst, dat deze zorgen mogelijk ongegrond zijn.
Onderzoeken waarbij proefpersonen twee commercieel verkrijgbare zilverkaarspreparaten toegediend kregen, konden geen oestrogene effecten op de borst aan het licht brengen.
Er bestaan geen studies naar veiligheid van langdurig gebruik van zilverkaars bij mensen. In een transgenemuismodel van kanker heeft zilverkaars de incidentie van primaire borstkanker niet verhoogd, maar nam de metastase van bestaande borstkanker naar de longen wel toe.
Wereldwijd zijn ongeveer 83 gevallen van  leverbeschadiging, waaronder hepatitis, leverfalen en verhoogde leverenzymen, in verband gebracht met het gebruik van zilverkaars, hoewel een  oorzaak-en-gevolgrelatie niet gedefinieerd blijft. Miljoenen vrouwen hebben zilverkaars ingenomen zonder nadelige gezondheidseffecten te melden, en een meta-analyse van klinische onderzoeken vond geen bewijs dat zilverkaarspreparaten nadelige effecten hadden op de leverfunctie. Bijsluiters van fytomedicijnen gemaakt van zilverkaars waarschuwen dat mensen met leverproblemen het niet mogen gebruiken, hoewel een meta-analyse van onderzoeksgegevens uit 2011 suggereerde dat deze bezorgdheid mogelijk ongegrond is.
Hoewel bewijs voor een verband tussen zilverkaars en leverbeschadiging niet overtuigend is, heeft Australië een waarschuwing aan het etiket van alle zilverkaars bevattende producten toegevoegd, waarin staat dat het schade kan toebrengen aan de lever bij sommige personen en niet mag worden gebruikt zonder medisch toezicht. Andere studies concluderen dat leverschade door het gebruik van zilverkaars onwaarschijnlijk is, en dat de belangrijkste zorg voor veilig gebruik het gebrek aan regelmatige authentisatie van plantenmaterialen is, en vervalsing van commerciële preparaten met andere plantensoorten.
Gerapporteerde directe bijverschijnselen zijn onder andere duizeligheid, hoofdpijn en epileptische aanvallen, diarree, misselijkheid en overgeven, zweten, constipatie, lage bloeddruk, trage hartslag en gewichtsproblemen.
Omdat zilverkaars meestal in het wild wordt geoogst, bestaat steeds het veiligheidsrisico bij zilverkaars bevattende voedingssupplementen, dat een verkeerde determinatie van planten onopzettelijke vermenging met schadelijke stoffen uit andere plantaardige bronnen kan veroorzaken.
Zilverkaars kan een wisselwerking aangaan met  oestrogenen,  progestagenen en anticonceptiepillen, evenals  vruchtbaarheidsbehandelingen.

### Bioactieve bestanddelen
Net als de meeste planten, bevat zilverkaars veel organische verbindingen met biologische activiteit. Men vermoedde oorspronkelijk dat oestrogeenachtige verbindingen betrokken waren bij effecten van zilverkaarsextracten op vasomotorische symptomen bij vrouwen in de menopauze. Verscheidene andere studies hebben echter geen oestrogene effecten of verbindingen in zilverkaars aangetoond. Recente bevindingen suggereren dat sommige van de klinisch relevante fysiologische effecten van zilverkaars het gevolg kunnen zijn van verbindingen die serotoninereceptoren binden en activeren, en een derivaat van serotonine met hoge affiniteit voor serotoninereceptoren, Nω-methylserotonine, is gevonden in zilverkaars. Van complexe biologische moleculen zoals triterpeenglycosiden (bijvoorbeeld cycloartanen), is aangetoond dat cytokinegeïnduceerd botverlies (osteoporose) vermindert door het blokkeren van het ontstaan van osteoclasten in in vitro- en in vivomodellen. 23-O-acetylshengmanol-3-O-β-D-xylopyranoside, een glycoside van cycloartane Actaea racemosa, is geïdentificeerd als een nieuwe werkzame modulator van GABAA-receptoren met sedatieve activiteit in muizen.

## Chemische bestanddelen

Cimigenol a constituent of Cimicifuga racemosa (Black Cohosh)
Formononetin a constituent of Cimicifuga racemosa (Black Cohosh)